# Navarrés (kommunhuvudort)
Navarrés är en kommunhuvudort i Spanien.   Den ligger i provinsen Província de València och regionen Valencia, i den östra delen av landet, 300 km sydost om huvudstaden Madrid. Navarrés ligger 276 meter över havet och antalet invånare är 2 929.
Terrängen runt Navarrés är huvudsakligen kuperad, men den allra närmaste omgivningen är platt. Terrängen runt Navarrés sluttar österut. Runt Navarrés är det ganska tätbefolkat, med 58 invånare per kvadratkilometer. Närmaste större samhälle är Alberic, 15,4 km öster om Navarrés. Omgivningarna runt Navarrés är i huvudsak ett öppet busklandskap.